# Imperium Europa
Imperium Europa (dal latino Impero Europa) è un partito politico maltese ultranazionalista e di estrema destra fondato nel 2000 da Norman Lowell. Il partito si propone di fondare, in tutta Europa, un "impero meritocratico", centro di riferimento della "razza bianca", dal quale andrebbero escluse tutte le altre razze.

## Risultati elettorali
| Elezione          | Voti  | %    | Seggi  |
| ----------------- | ----- | ---- | ------ |
| Parlamentari 2008 | 84    | 0,03 | 0 / 69 |
| Europee 2014      | 6.761 | 2,68 | 0 / 6  |
| Europee 2019      | 8.238 | 3,17 | 0 / 6  |
| Europee 2024      | 6.816 | 2,62 | 0 / 6  |